# شهر متروکه (فیلم ۱۹۵۶)
«شهر متروکه» (انگلیسی: Ghost Town (1956 film)) فیلمی در ژانر وسترن است که در سال ۱۹۵۶ منتشر شد.